# ضحايا حرب العراق
تمثلت تقديرات الضحايا في حرب العراق (بدءًا من غزو العراق في عام 2003، وما تلاه من احتلال وأعمال تمرد وحرب أهلية) في عدة أشكال؛ وتختلف هذه التقديرات لأنواع مختلفة من ضحايا حرب العراق بشكل كبير.
يثير تقدير الوفيات الناتجة عن الحرب العديد من التحديات. يميز الخبراء بين الدراسات القائمة على السكان، والتي تُستنتَج من عينات عشوائية من السكان، وأعداد الجثث، التي أبلغت عن حالات الوفاة ومن المرجح أن تقلل كثيرًا من تقدير الضحايا. تُنتِج الدراسات القائمة على السكان تقديرات لعدد ضحايا حرب العراق؛ والتي تتراوح بين 151 ألف حالة وفاة عنيفة منذ يونيو عام 2006 (وفقًا لاستطلاع صحة الأسرة في العراق) و1,033,000 حالة وفاة زائدة (وفقًا لاستبيان مشروع بحوث الرأي لعام 2007). وجدت الدراسات الأخرى المستندة إلى الدراسات الاستقصائية، والتي تغطي فترات زمنية مختلفة، العدد الكلي للوفيات، وبلغ 461 ألف وفاة (وكان أكثر من 60% منها عنيفة)، وذلك اعتبارًا من يونيو عام 2011 (وفقًا لصحيفة بلوس ميديسين الطبية)، و655 ألف حالة وفاة (وكان أكثر من 90% منها عنيفة)، وذلك اعتبارًا من يونيو عام 2006 (وفقًا لدراسة لانسيت لعام 2006).
بلغ عدد الجثث ما لا يقل عن 110,600 جثة قُتِلت في ظروف عنيفة اعتبارًا من أبريل عام 2009 (وفقًا لوكالة الأنباء الأمريكية أسوشيتد برس). يوثق مشروع إحصاء الجثث في العراق ما بين 185 ألف و208 آلاف حالة وفاة عنيفة في صفوف المدنيين حتى فبراير عام 2020 في جدولهم. تواجه جميع تقديرات ضحايا حرب العراق بعض النزاعات.

## ضحايا الغزو العراقي
قدر فرانكس بعد وقت قصير من الغزو وجود 30 ألف ضحية عراقية حتى 9 أبريل عام 2003. يعود هذا الرقم إلى مقابلة أجراها الصحفي بوب ودورد مع وزير الدفاع الأمريكي دونالد رامسفيلد في أكتوبر عام 2003. ناقش الاثنان عددًا أوردته صحيفة واشنطن بوست، ولكن لم يكن من الممكن تذكر الرقم بوضوح، ولا ما إذا كان مخصصًا للقتلى فقط أو للقتلى والجرحى معًا.
ذكرت مقالة نشرتها صحيفة الغارديان في 28 مايو عام 2003، عند انتهاء حرب العراق التي دامت خمس سنوات، مقتل مليون شخص في الفتنة الطائفية «وذلك استنتاجًا من معدلات الوفيات التي تراوحت بين 3% و10% الموجودة في الوحدات المحيطة ببغداد؛ وتراوحت إحدى المعدلات بين 13500 و45 ألف قتيل بين القوات العسكرية وشبه العسكرية.
قدرت دراسة أجراها مشروع بدائل الدفاع في معهد الكومنولث بمدينة كامبريدج في ماساتشوستس في 20 أكتوبر من عام 2003؛ إلى أن «الموت المحتمل شمل حوالي 11 ألف إلى 15 ألف عراقي، بما في ذلك حوالي 3200 إلى 4300 مدني غير مسلح»، وذلك في الفترة منذ 19 مارس عام 2003 حتى 30 أبريل عام 2003.
وثّق مشروع إحصاء الجثث في العراق عدد أكبر من القتلى المدنيين حتى نهاية مرحلة القتال الرئيسية (1 مايو 2003). ذكرت هيئة الإذاعة البريطانية، مستخدمة معلومات محدثة في تقرير عام 2005، توثيق مقتل 7299 مدنيًا، وبشكل أساسي على يد القوات الجوية والبرية الأمريكية. كان هناك 17338 إصابة بين صفوف المدنيين حتى 1 مايو عام 2003. قالت هيئة الإذاعة البريطانية إن أرقامها ربما تكون أقل من الواقع؛ ويعود ذلك إلى «احتمالية عدم التبليغ عن العديد من القتلى أو عدم تسجيلهم من قبل المسؤولين ووسائل الإعلام».

## النتائج الصحية
صدرت بحلول نوفمبر عام 2006 بعض التقارير عن تدهور كبير في نظام الرعاية الصحية في العراق نتيجة للحرب.
وجدت دراسة أجرتها جمعية الأطباء النفسيين العراقية ومنظمة الصحة العالمية في عام 2007 أن 70% من طلاب المدارس الابتدائية البالغ عددهم 10 آلاف طالب في قضاء الشعب شمال بغداد يعانون من أعراض مرتبطة بالصدمات.
اقترحت المقالات اللاحقة في مجلة ذا لانسيت وقناة الجزيرة أن عدد حالات العيوب الخلقية، والسرطان، والإجهاض، والأمراض والولادات المبكرة يمكن أن تكون قد زادت بشكل كبير بعد حربي العراق الأولى والثانية؛ وذلك بسبب وجود اليورانيوم المنضب والمواد الكيميائية التي أُدخِلت أثناء الهجمات الأمريكية، خاصة حول الفلوجة والبصرة وجنوب العراق.

## النقص في أعداد الضحايا
تقول بعض الدراسات التي تقدر الخسائر بسبب الحرب في العراق أن هناك أسبابًا مختلفة وراء انخفاض التقديرات والأعداد.
زعم عمال المشرحة أن الأرقام الرسمية تقلل من عدد القتلى. لا تصل جثث بعض الضحايا إلى المشرحة، مؤديًا ذلك إلى عدم تسجيلها ضمن الأعداد. ذكرت صحيفة واشنطن بوست في عام 2006: «غالبًا ما تقدم الشرطة والمستشفيات أرقامًا متضاربة بشكل كبير عن القتلى في التفجيرات الكبرى. يُبلَّغ أيضًا عن أرقام الوفيات من خلال قنوات متعددة من قبل الوكالات الحكومية التي تعمل بكفاءة متفاوتة».

ذكرت إحدى وجهات النظر في مجلة نيو إنغلاند جورنال أوف ميديسين المناقشة التالية في 31 يناير عام 2008 لتقليل عدد الضحايا المدنيين العراقيين في الاستبيانات الأسرية:
كان الدخول إلى مجموعة من الأسر في بعض الأحيان أمرًا صعبًا أو خطيرًا للغاية، مما قد يؤدي إلى انخفاض العدد. استُخدِمت بيانات من إحصاء الجثث في العراق حول توزيع الوفيات بين المحافظات لحساب التقديرات في هذه الحالات. يمكن أن يؤدي عدم تجديد مجموعة الوفيات العنيفة بدقة إلى ازدياد الحيرة حول العدد الحقيقي. استند إطار أخذ العينات إلى إحصاء عام 2004، ولكن السكان يتغيرون بسرعة وبشكل كبير بسبب العنف الطائفي، وهروب اللاجئين، وهجرة السكان بشكل عام. يتمثل المصدر الآخر للتحيز في الدراسات الاستقصائية الأسرية بنقص الإبلاغ بسبب تفكك بعض الأسر بعد الوفاة، إذ لا يبقى أحد يروي قصة السكان السابقين.
قالت صحيفة واشنطن بوست في عام 2008:
أظهرت الأبحاث أن الدراسات الاستقصائية الأسرية عادة ما تتخطى 30% إلى 50% من الوفيات. تعود أحد أسباب ذلك إلى مغادرة بعض العائلات التي عانت من وفيات عنيفة منطقة الدراسة. خُطِف بعض الناس أو اختفوا، ويعود بعضهم الآخر بعد شهور أو سنوات في مقابر جماعية. دُفِن بعضهم أو تخلصوا منهم بطريقة أخرى دون تسجيلهم. توقفت الحكومات المحلية عن العمل بشكل فعال في المناطق التي شهدت أعمال عنف بشكل خاص؛ وهناك قنوات غير فعالة لجمع ونقل المعلومات بين المستشفيات والمشارح والحكومة المركزية.
نصت دراسة لانسيت في أكتوبر عام 2006 على ما يلي:
لا يمكننا، وبصرف النظر عن البوسنة، أن نجد أي حالة نزاع حيث سجلت المراقبة السلبية (التي يستخدمها مشروع إحصاء الجثث في العراق) أكثر من 20% من الوفيات المقدرة بالطرق القائمة على السكان (التي تستخدمها دراسات لانسيت). قللت الأمراض والوفيات المسجلة بالطرق القائمة على المرافق في العديد من حالات التفشي من تقدير الأحداث بعشرة أضعاف أو أكثر عند مقارنتها بالتقديرات القائمة على السكان. ذكرت تقارير الصحف عن الوفيات السياسية في غواتيمالا بشكل صحيح بين عامي 1960 و1990 أكثر من 50% من الوفيات في سنوات العنف المنخفض، ولكن أقل من 5% في سنوات العنف الأكبر.
لا يصف التقرير أي أمثلة محددة أخرى باستثناء هذه الدراسة لغواتيمالا.
كتب خوان كول في أكتوبر عام 2006 أنه لم يُبَلَّغ عن أي من الضحايا العراقيين في الاشتباكات؛ وذلك على الرغم من إمكانية ملاحظة القتال العنيف خلال تلك الاشتباكات، مما يشير إلى عدم الحساب الدقيق للأعداد.
ورد في مقال رأي بقلم روبرت فيسك نشرته صحيفة ذي إندبندنت في 28 يوليو عام 2004 أن «بعض العائلات تدفن موتاها دون إخبار السلطات».
كتب ستيفن سولدز، الذي يدير موقع «تقارير الاحتلال والمقاومة في العراق» في 5 فبراير عام 2006 مقالاً:
من المرجح أن تكون المناطق الأكثر أمانًا التي يمكن للمراسلين الغربيين الوصول إليها في ظروف التمرد النشط هي تلك الواقعة تحت سيطرة الولايات المتحدة أو قوات التحالف حيث من الممكن حدوث الوفيات بسبب هجمات المتمردين. تُعد مناطق سيطرة المتمردين، والتي من المحتمل أن تكون عرضة لهجمات الحكومة الأمريكية والعراقية، مثل معظم محافظة الأنبار، هي ببساطة محظورة على هؤلاء المراسلين. تشير حقائق التقارير إلى أن المراسلين سوف يشهدون على أعداد أكبر من الوفيات بسبب المتمردين؛ ونسبة أقل من الوفيات بسبب القوات الحكومية الأمريكية والعراقية.

ورد في مقال واشنطن بوست في 19 أكتوبر عام 2006 ما يلي:
لا تمثل الوفيات التي أبلغ عنها المسؤولون ونُشِرت في وسائل الإعلام سوى جزء بسيط من آلاف الجثث المشوهة التي تنتهي في مشرحة بغداد المكتظة كل شهر. تُرمى الجثث بشكل متزايد في بغداد وحولها في الحقول التي تملأها المليشيات الشيعية الفردية والجماعات المتمردة السنية. غالبًا ما ترفض قوات الأمن العراقية الذهاب إلى تلك الحقول، وتترك بذلك العدد الدقيق للجثث في تلك المواقع غير معروف. لا تُسجَّل أعداد القتلى المدنيين غالبًا، وذلك على عكس قتلى القوات الأمريكية.
أفادت صحيفة ذي أستراليان في يناير عام 2007 أن تقديرات الحكومة العراقية للخسائر لا تحسب الوفيات المصنفة على أنها «جنائية»، أو القتلى المدنيين الذين أصيبوا بجروح وماتوا فيما بعد متأثرين بجراحهم، أو الضحايا المخطوفين الذين لم يُعثر عليهم.
قال مشروع إحصاء الجثث في العراق في نوفمبر عام 2004: «لطالما كنا صريحين تمامًا في أن مجموعنا الخاص سيكون بالتأكيد أقل من تقدير العدد الحقيقي، وذلك بسبب الثغرات في الإبلاغ أو تسجيل الأعداد».